# (21903) Wallace
(21903) Wallace est un astéroïde de la ceinture principale.

## Description
(21903) Wallace est un astéroïde de la ceinture principale. Il fut découvert le 10 novembre 1999 à Fountain Hills (Arizona) par Charles W. Juels. Il présente une orbite caractérisée par un demi-grand axe de 3,05 UA, une excentricité de 0,04 et une inclinaison de 9,7° par rapport à l'écliptique.

## Compléments